# 耳環

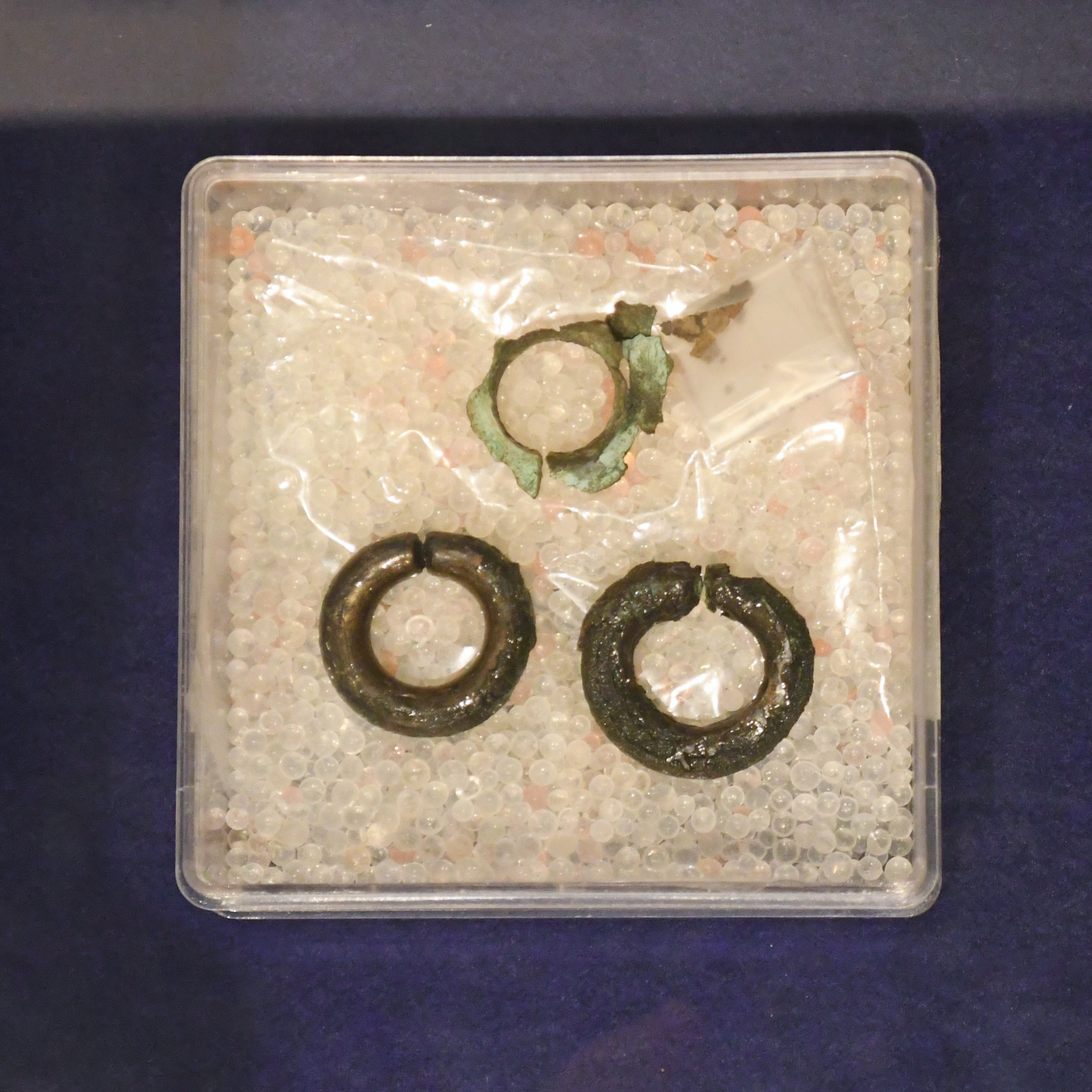
茨城県水戸市の吉田古墳出土銀環（水戸市埋蔵文化財センター）。

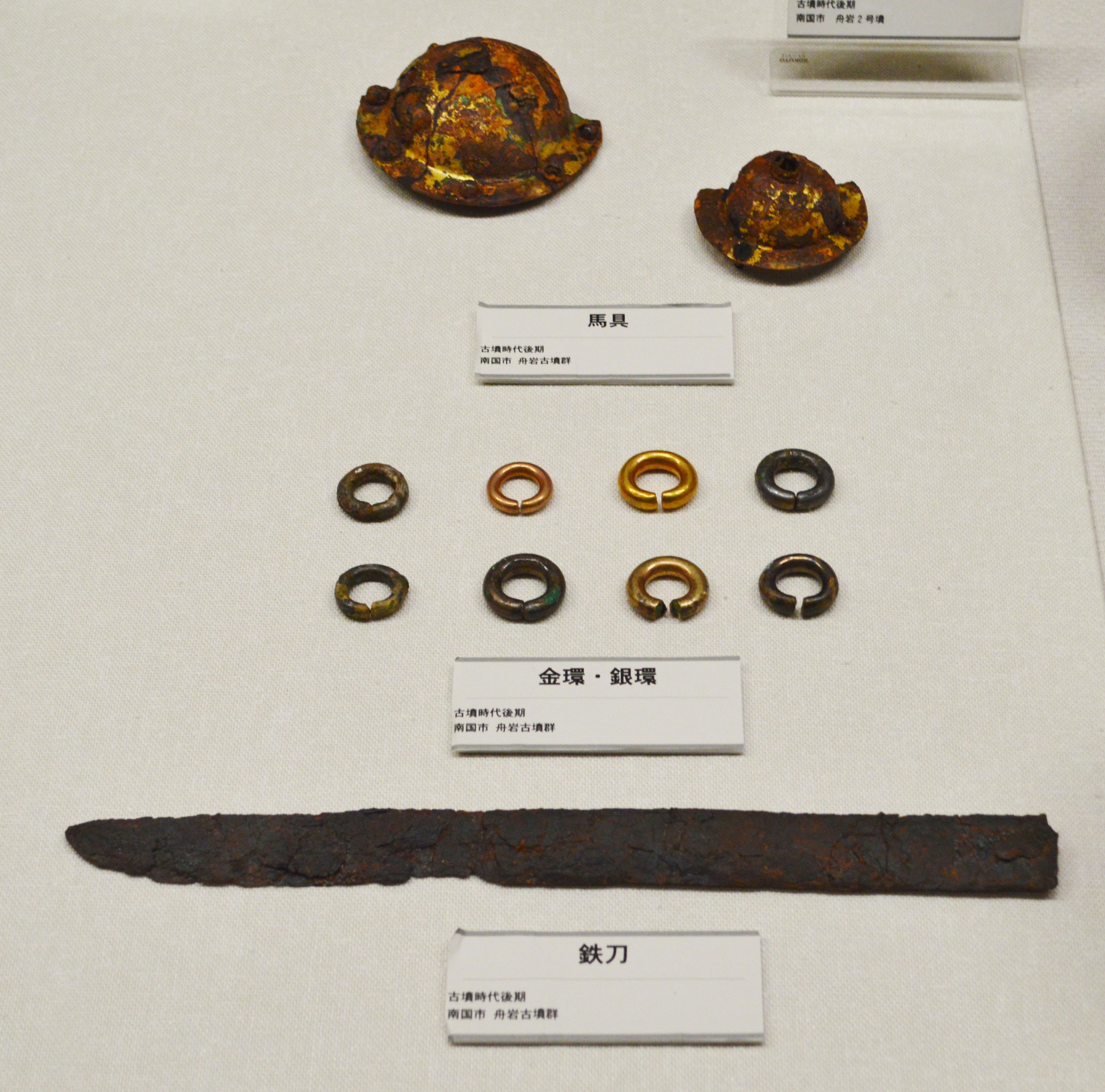
高知県南国市の舟岩古墳群出土品。中段に2列に並ぶ耳環（金環・銀環）がある。（高知県立歴史民俗資料館）

耳環（じかん）とは、古墳時代後期から飛鳥時代にかけて造られた環状の金属製耳飾り（イヤリング）である。金・銀・銅製のほか、銅（または青銅）の表面に金を鍍金した金銅（こんどう）製や銀鍍金、銅や鉄の表面に薄い金・銀板を巻いて製作したものがある。表面素材によって「金環」・「銀環」・「銅環」とも呼び分ける。

## 概要
古墳時代後期から飛鳥時代にかけての古墳や横穴墓の副葬品として発見されることが多い。ただし他の副葬品のように、埋葬時に遺体の近くに添えられたのではなく、遺体の耳に着けられていたものが出土していると考えられている。数多くの古墳から出土しており、その分布も全国的であるが、大きさはまちまちである。また、純金・純銀製のものはほとんど無く、多くは金銀の鍍金である。当時の埴輪にも耳環を付けた表現があり、男女を問わず耳につけていたと考えられている。
圭頭大刀や方頭大刀の吊り金具である「環付足金具」にも似ているが、環付足金具の場合「脚」という大刀に接続させる別部品が巻き付いて、鞘に伴っていることが多い。
なお、千葉県市原市にある古墳時代後期前半の江子田金環塚古墳は、旧名を「瓢箪塚古墳」と呼んだが、純金製の金環の出土によって「金環塚」と呼ばれるようになった事例である。